# 8月 (旧暦)
旧暦8月（きゅうれきはちがつ）は、旧暦（太陰太陽暦）の年初から8番目の月である。
秋分を含む月が8月となる。新暦では8月下旬から10月上旬ごろに当たる。
8月の別名は葉月（はづき）である。名前の由来は8月を参照のこと。
東洋の太陰太陽暦では月の日数である大小（大月30日、小月29日）が年により異なるため、8月29日までで8月30日は存在しない年もある。

## 葉月の日付
| 西暦   | 朔      | 晦       | 日数 |
| ------ | ------- | -------- | ---- |
| 2008年 | 8月31日 | 9月28日  | 29日 |
| 2009年 | 9月19日 | 10月17日 | 29日 |
| 2010年 | 9月8日  | 10月7日  | 30日 |
| 2011年 | 8月29日 | 9月26日  | 29日 |
| 2012年 | 9月16日 | 10月14日 | 29日 |
| 2013年 | 9月5日  | 10月4日  | 30日 |
| 2014年 | 8月25日 | 9月23日  | 30日 |
| 2015年 | 9月13日 | 10月12日 | 30日 |
| 2016年 | 9月1日  | 9月30日  | 30日 |
| 2017年 | 9月20日 | 10月19日 | 30日 |
| 2018年 | 9月10日 | 10月8日  | 29日 |
| 2019年 | 8月30日 | 9月28日  | 30日 |
| 2020年 | 9月17日 | 10月16日 | 30日 |
| 2021年 | 9月7日  | 10月5日  | 29日 |
| 2022年 | 8月27日 | 9月25日  | 30日 |
| 2023年 | 9月15日 | 10月14日 | 30日 |
| 2024年 | 9月3日  | 10月2日  | 30日 |
| 2025年 | 9月22日 | 10月20日 | 29日 |
| 2026年 | 9月11日 | 10月10日 | 30日 |
| 2027年 | 9月1日  | 9月29日  | 29日 |
| 2028年 | 9月19日 | 10月17日 | 29日 |
| 2029年 | 9月8日  | 10月7日  | 30日 |
| 2030年 | 8月29日 | 9月26日  | 29日 |
| 2031年 | 9月17日 | 10月15日 | 29日 |